# Ciputat (Ciawigebang)
Ciputat is een bestuurslaag in het regentschap Kuningan van de provincie West-Java, Indonesië. Ciputat telt 4723 inwoners (volkstelling 2010).